# Von Menschen und Pferden
Von Menschen und Pferden (Originaltitel: Hross í oss) ist ein isländischer Film von Benedikt Erlingsson aus dem Jahr 2014. Als Produzent fungierte Friðrik Þór Friðriksson. Der Film wurde als isländischer Beitrag für den Auslands-Oscar ausgewählt, kam jedoch nicht in die engere Auswahl. 2014 gewann er den Filmpreis des Nordischen Rates. Der Kinostart in Deutschland war am 19. Februar 2015.

## Handlung
In einem abseits gelegenen isländischen Tal gibt es nichts weiter zu tun, als die Pferde, die Nachbarn sowie die Pferde der Nachbarn mit Ferngläsern zu beobachten. Ungestört tun die Hengste und Stuten das, worüber im Tal niemand zu sprechen wagt: Liebe.
Doch auch unter den Talbewohnern bahnen sich Liebschaften an. Da wären zum Beispiel Kolbeinn und Solveig, deren Annäherungsversuche von den Nachbarn interessiert verfolgt werden. Vernhardur, der eine Schwäche für Wodka hat, macht auf dem russischen Fischkutter Bekanntschaft mit dem Matrosen Gengis. Zwischen Grimur und Egill herrscht meist Uneinigkeit über die Reitrouten; während Grimur eher die klassischen Wege bevorzugt, zieht Egill den Ritt durch unwegsames Gelände vor. Jóhanna wiederum lässt nichts über ihren Hengst Raudka kommen, doch eines Tages stoßen sie beim Ausreiten auf einen verletzten Mann. Der religiöse Juan Camillo sucht auf einer Hochebene nach Gott.
Die Menschen im Tal teilen vor allem ihre Liebe zu Pferden, und dass sie früher oder später zueinander finden.

## Kritik
Bei Rotten Tomatoes sind alle bisher 25 Kritiken positiv; die durchschnittliche Bewertung beträgt 7,7/10. Im Kritikerkonsens heißt es: „Gut gemachtes und überwältigendes Original; Von Menschen und Pferden ist ein intelligentes, unergründliches und atemberaubendes Juwel wie auch die titelgebenden Pferde.“ (englisch: „Well-crafted and resoundingly original, Of Horses and Men is as intelligent, inscrutable, and breathtakingly lovely as its titular equines.“)
Der Filmdienst urteilt, „während die Menschen räumliche Distanz halten und wenig miteinander sprechen, ereignen sich Nähe und Kommunikation vornehmlich in der Interaktion mit Pferden“. Der „mit trockenem Humor episodisch“ erzählte Film sei „voller absurder Momente über das Zusammenspiel von Insel, Bewohnern und Tieren“.

## Auszeichnungen

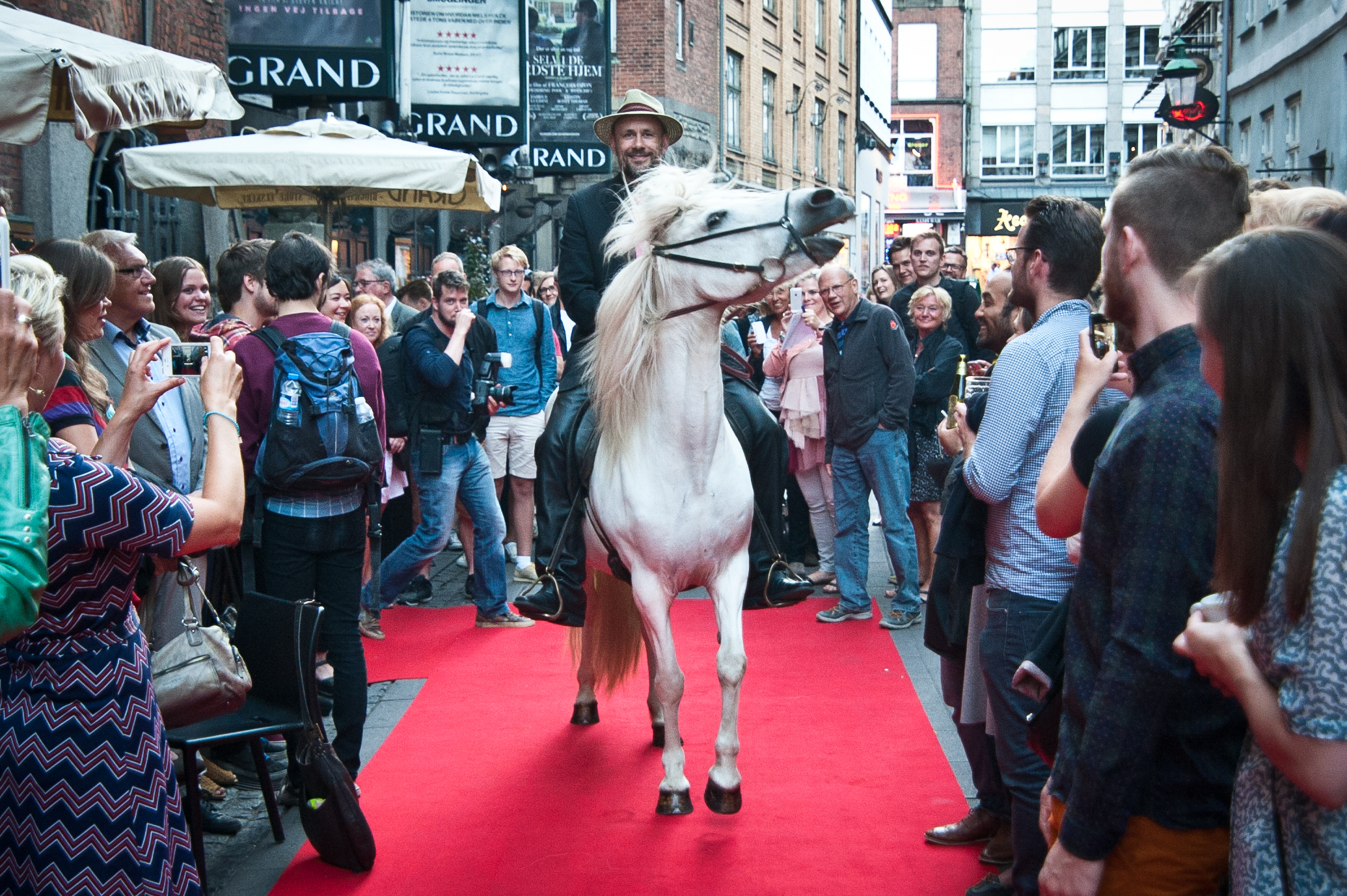
Premiere des Films beim Filmfestival in Kopenhagen 2014

Bei der Verleihung des isländischen Film- und Fernsehpreises Edda erhielt der Film 14 Nominierungen und konnte sechs Kategorien für sich entscheiden:
- Beste Regie (Leikstjóri ársins) für Benedikt Erlingsson
- Bestes Drehbuch (Handrit ársins) für Benedikt Erlingsson
- Bester Film (Bíómynd ársins)
- Bester Darsteller (Leikari ársins í aðalhlutverki) für Ingvar Eggert Sigurðsson
- Beste Kamera (Kvikmyndatökumaður ársins) für Bergsteinn Björgúlfsson
- Beste Spezialeffekte (Brellur ársins) für Jörundur Rafn Arnarson

Weitere Auszeichnungen erhielt der Film auf den Filmfestivals in Kopenhagen (Politiken’s Audience Award), Göteborg (FIPRESCI-Preis, Publikumspreis), San Sebastián (Kutxa Award), Tokyo (bester Regisseur) und Tromsø (Publikumspreis). Darüber hinaus gewann der Film den Filmpreis des Nordischen Rates.